# دادگاه کیفری انگلستان و ولز

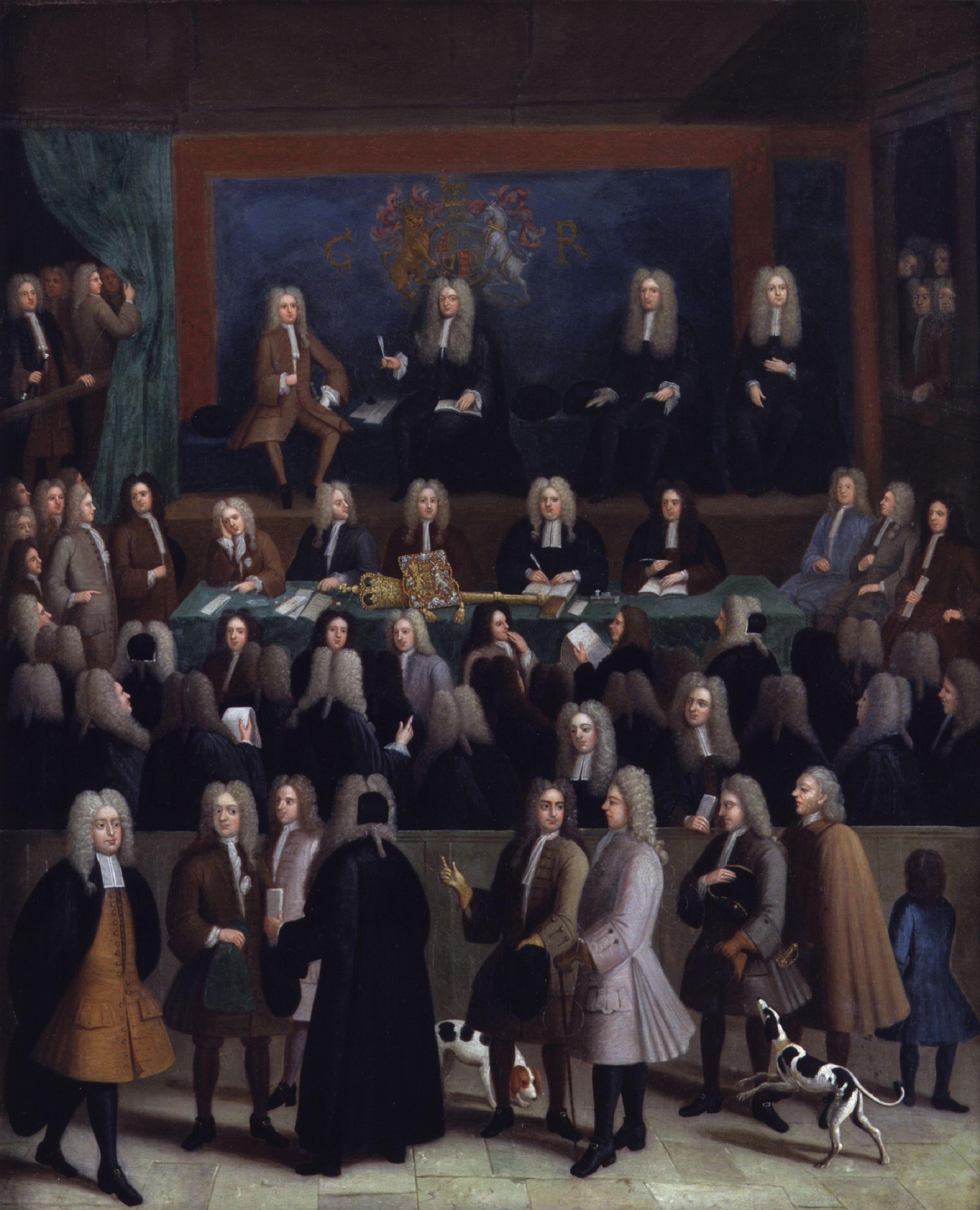

دادگاه کیفری انگلستان و ولز (به انگلیسی: Court of Chancery) یک دادگاه عالی دادگستری در انگلستان و ولز بود که به دنبال مجموعه‌ای از قوانین بی‌قاعده برای جلوگیری از سرعت آهسته تغییر و تحول ممکن قانون مشترک بود. دادگاه در تمام مسائل عدالت، از جمله اعتماد، قانون زمین، اداره املاک و حراست از نوزادان، صلاحیت داشت. با این وجود نقش اولیه آن تا حدودی متفاوت بود. به عنوان یک فرمت از نقش لرد شانلربه عنوان نگهبان وجدان پادشاه، دادگاه یک نهاد اداری بود که عمدتاً در مورد قانون وظیفه شناخته می‌شد. بدین ترتیب دادگاه کلانتری دارای مجوز بیشتری از دادگاه‌های قانونی بود. تصمیماتی که در اختیار اکثریت آن قرار گرفته بود و بسیار انعطاف‌پذیر بود.